# Depressió tropical set (2003)
La depressió tropical set fou el setè cicló tropical de la temporada d'huracans a l'Atlàntic del 2003 i fou una depressió tropical de caràcter dèbil que es formà al nord-est de la costa de Florida. Es formà el 25 de juliol al desenvolupar-se la mateixa ona tropical que havia originat prèviament la depressió tropical Six. Una petita i desorganitzada depressió avançà direcció nord-oest i romangué amb una intensitat inferior a la d'una tempesta tropical a causa de les condicions adverses que impediren el seu reforçament. La depressió recalà a l'illa de Santa Catalina, Geòrgia, i es dirigí cap a l'interior on progressivament s'anà debilitant. Com que la tempesta era dèbil, els efectes es limitaren en precipitacions fortes en algunes zones de Florida, Geòrgia, Carolina del Sud i Carolina del Nord.